# Ветхий денми

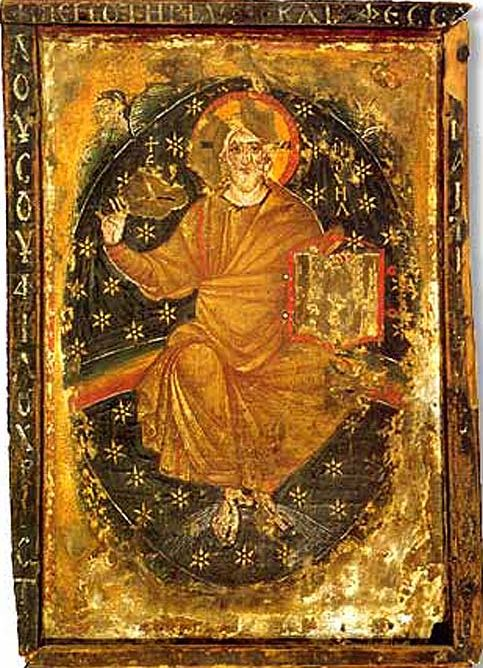
«Ветхий денми» (икона VII века, Синайский монастырь)

Ве́тхий де́нми, Ве́тхий де́ньми (церк.-слав. ве́тхїй де́нми, рус. Ве́тхий дня́ми, иуд.-арам. עַתִּיק יוֹמִין‎, греч. ὁ Παλαιός τῶν ἡμερῶν, лат. Antiquus dierum) — образ из Книги пророка Даниила.

Видел я, наконец, что поставлены были престолы, и воссел Ветхий днями; одеяние на Нём было бело, как снег, и волосы главы Его — как чистая волна; престол Его — как пламя огня, колёса Его — пылающий огонь.— Дан. 7:9
В иконописи — символическое иконографическое изображение Иисуса Христа в образе седовласого старца, а также образ Бога Отца в виде седовласого старца.

## В религии

### В ветхозаветной традиции
В Ветхом Завете — одно из имён (эпитетов) Бога.
В каббале Атик Йомин — это раскрытие Творца в мире Ацилут, Творец в момент раскрытия при творении. Семь нижних сфирот Малхут мира Адам Кадмон называются парцуф Атик Йомин (мира) Ацилут. Парцуф Атик Йомин является бхиной Рош Алеф мира Ацилут.

### В православии
Дионисий Ареопагит о значении имени Ветхий днями писал: «Как Ветхий же денми Бог воспевается потому, что Он существует и как вечность, и как время всего и до дней, и до вечности, и до времени. Однако и время, и день, и час, и вечность надо относить к Нему богоподобно, потому что Он при всяком движении остаётся неизменным и неподвижным, вечно двигаясь, пребывает в Себе и является Причиной и вечности, и времени, и дней. Потому и в священных богоявлениях при мистических озарениях Бог изображается и как седой, и как юный: старец означает, что Он Древний и сущий „от начала“, юноша же — что Он не стареет, а оба показывают, что Он проходит сквозь всё от начала до конца, или же, как говорит наш Божественный священносовершитель, оба они обнаруживают Божественную древность: старец — первого во времени, а более юный — более изначального по числу, поскольку единица и ближайшие к ней числа изначальнее далеко от них отошедших».
Из текстов службы на Сретение: «Ветхий Деньми, иже закон древле в Синае дав Моисею, днесь младенец видится, и по закону яко закона Творец, закон исполняя, во храм приносится…» (1-я стихира на литии). Там же: «Ветхий Деньми младенствовав плотию, Материю Девою в Церковь приносится, своего закона исполняя обещанием, его же Симеон приим глаголаше…». Седален на полиелеи: «Младенствуеши мене ради, Ветхий Деньми, чищением приобщаешися, чистейший Боже…».
Схожий образ упомянут Иоанном Богословом в книге Откровения:

Я обратился, чтобы увидеть, чей голос, говоривший со мною; и обратившись, увидел семь золотых светильников и, посреди семи светильников, подобного Сыну Человеческому, облечённого в подир и по персям опоясанного золотым поясом: глава Его и волосы белы, как белая волна, как снег…
— Откр. 1:12—14
Толкование на данное место книги пророка Даниила различное. Ефрем Сирин понимал под Ветхим денми в этом видении Бога Сына, показывая этим вечное рождение Его от Отца. Святитель Иоанн Златоуст понимал под Ветхим денми Бога Отца. Святитель Иероним Стридонский и Феодорит Кирский понимали под Ветхим денми Бога.
Также у православных богословов этот образ представляется как указание на воплощение Предвечного Сына Божия, его искупительную жертву и второе пришествие Иисуса Христа в облике грозного судьи.
Святитель Кирилл Иерусалимский писал: «Сын в воспринятом Им человечестве достигает славы Отца, от которой, по Божеству Своему, не отлучался, и видение Даниила представляет собою провидение двух состояний одного и того же Христа: уничижённого в воплощении (Сын человеческий) и в славе Его Божества, как Судии Второго Пришествия (Ветхий денми)».
Святитель Андрей Кесарийский, комментируя книгу Откровения, писал: «Хотя для нас Он и новый, но Он же и древний, или вернее — предвечный; об этом свидетельствуют Его власи белы». У Михаила Хониата этому даётся следующее толкование: «Белые волосы означают вечность. Говорят, они появились с Ним, Который был с начала, с Ветхим Деньми; и однако Он, принесённый за нас в жертву, — Младенец в Воплощении».
Также во 2-й главе деяний Большого Московского собора 1667 года (раздел «О иконописцех и Саваофе») под Ветхим денми понимается Бог Сын, а не Бог Отец, хотя отмечается: «точию в Апокалипсисе святого Иоанна по нужде пишется и Отец в седине, ради тамошних видений».
В Октоихе, глас пятый Ветхим денми называется Иисус Христос.

## Иконография

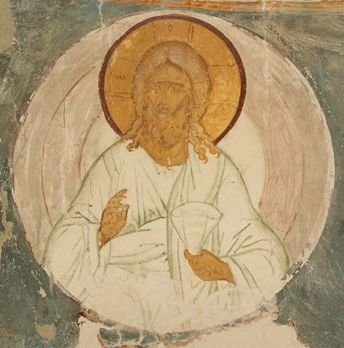
Ветхий денми (фреска Дионисия в Ферапонтовом монастыре)

Самым древним из известных изображений Ветхого денми является икона из монастыря Святой Екатерины, датируемая VII веком. На ней Иисус Христос в образе Ветхого денми изображён в мандорле, изображение сопровождает надпись «Эммануил». В русской иконографии среди ранних изображений Ветхого денми можно отметить фрески церкви Спаса на Нередице (Новгород Великий, XII век). Традиционным становится изображение Ветхого денми в иконографии Пантократора, с крещатым нимбом и надписью «Иисус Христос Ветхий Денми».
С XI века образ Ветхого денми стал использоваться для изображения Бога Отца. В Ерминии Дионисия Фурноаграфиота (1730—1733) содержится указание — «изображаем и Безначального Отца, как Ветхого деньми, согласно с видением Даниила». Надписание «Ветхий деньми» Дионисий относит к числу надписей для икон Святой Троицы. К ранним примерам таких изображений относятся:
- композиция «Отечество» из рукописи Евангельских чтений (монастырь Дионисиат, Афон, XI век);
- образ на иконе Устюжское Благовещение (Ветхий денми изображён в небесном сегменте сидящим на херувимах, от него исходит луч в сторону Богородицы). Несмотря на эти детали, дающие ассоциации с Богом Отцом, изображение сопровождает надпись «IC ХС трѣсвяты [в]ѣтъхы д[ѣ]неми»;
- фреска «Крещение Господне» в церкви Панагия Халкеон (Салоники, 1028 год). В руках Ветхого денми находится свиток с цитатой из Евангелия от Матфея — «Сей есть Сын Мой возлю́бленный» (Мф. 3:17).

### Богословское толкование иконографии

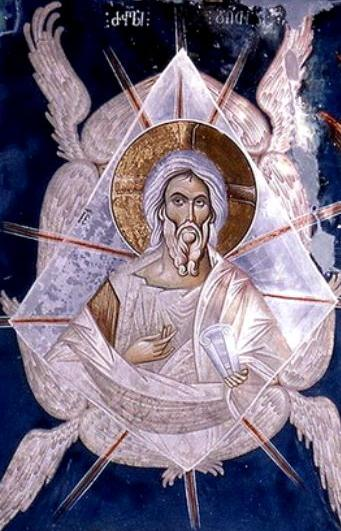
Ветхий денми (фреска художника Дамиане, XIV век, Убиси, Грузия)

Причиной превращения Ветхого денми в иконографию Бога Отца является неоднозначность текста видения пророка Даниила, который после описания Ветхого денми как седовласого старца пишет: «Вот, с облаками небесными шёл как бы Сын человеческий, дошел до Ветхого днями и подведён был к Нему» (Дан. 7:13). Исходя из того, что Сын человеческий (Иисус Христос) подводится к Ветхому денми, последний стал пониматься именно как Бог Отец.
Иоанн Златоуст в «Толковании на книгу пророка Даниила» прямо называл Ветхого днями Богом Отцом, говоря о пророке Данииле: «Конечно, смущало его то, что он созерцал. Он первый и один видел Отца и Сына, как бы в видении». В своём труде «Против аномеев. Слово четвертое» св. Иоанн Златоуст примирял слова Евангелия о том, что «Бога не видел никто никогда» с описаниями явлений Бога в Ветхом Завете (Адаму, Аврааму, Моисею, Михею, Исаие, Иезекиилю, Даниилу, Амосу) и в Новом Завете (Стефану Первомученику) тем, что раз Бог — бестелесен, то и слова, что никто «не видел» Его в понимании евангелиста, означают, что никто Его «не познал по существу, во всей точности», ветхозаветные же пророки и апостол Стефан видели Его таким, каким Он Сам захотел перед ними предстать. Того же мнения придерживался Ипполит Римский: «Ветхим денми (пророк) называет здесь не иного кого, как Самого Владыку, Господа и Бога всяческих и Отца Самого Христа» («Толкование на книгу пророка Даниила»).

Это же мнение содержится у Кирилла Александрийского: 
Видел он Отца, явившегося как бы в старческом возрасте, покрытого седыми волосами и блистающего одеждами, подобными снегу: и книги отверзошася и судище седе и видех во сне нощию, и се, на облацех небесных яко Сын Человечь идый бяше и даже до Ветхаго денми дойде и пред него приведеся: и тому дадеся власть и честь и царство (Дан. 7: 10, 13 — 14). Итак, когда Единородный явился в подобном нам образе, тогда и Отец раскрыл книги, перестал судить повинных греху и предоставил, наконец, людям мужественным быть внесенными в перепись, зачислиться в небесные лики и содержаться в памяти Божией.Кирилл Александрийский. «О поклонении и служении в Духе и истине»
То же мнение высказывает Епифаний Кипрский в своём труде «На восемьдесят ересей Панарий, или ковчег», глава 14: «Сей Отец и Сын и Святый Дух удостоивал от века являться святым Своим в видениях, насколько каждый мог вмещать по сообщенному ему от Бога дарованию, какое даровал Он каждому из удостоиваемых, как например созерцать Отца, насколько каждый мог слышать глас Его и вмещать. Так устами Исаии Он говорил: се уразумеет Отрок Мой возлюбленный (Ис. 52, 13). Это глас Отца. Так и Даниил видел Ветхаго денми (Дан. 7, 9). Это видение Отца. Так и еще у пророка сказано: Аз видения умножих, и в руках пророческих уподобихся (Ос. 12, 10). Это глас Сына. А у Иезекииля сказано: и взя мя Дух и вывел меня на поле (Иез. 3, 12. 22). Это относится к Святому Духу».
Св. Симеон Солунский придерживался того же мнения в своем труде «Толкование на божественный и священный Символ православной и непорочной нашей веры христианской»: «Царствию Его не будет конца, как говорит и Даниил (7, 13—14), видевший Его, Сына Человеческаго, грядущаго на облацех, дошедшаго даже до Ветхаго денми, собственного Отца, и приявшаго, даже по человечеству, всякую власть, то есть, начальство над всем, (начальство), которое Он, как Слово, имеет вечно со Отцем; тогда все исповедают Его Господом, и всяко колено поклонится, и всяк язык исповесть, по слову Павла, яко Господь Иисус Христос в славу Бога Отца (Флп. 2, 10); и не будет тогда противляющихся (Ему)».
Иосиф Волоцкий в «Просветителе» также отождествляет Ветхого денми с Богом Отцом: «Об этом же и Даниил говорит: „Видел я в ночных видениях, вот, с облаками небесными шел как бы Сын человеческий, дошел до Ветхого днями... И Ему дана власть, слава и царство, чтобы все народы, племена и языки служили ему; владычество Его — владычество вечное, которое не прейдет, и царство Его не разрушится“ (Дан. 7:13—14). Да устыдятся жиды, утверждающие, будто Божество единолично и односоставно, и будто Бог Отец Вседержитель не имеет Сына, Единосущного и Сопрестольного Себе, и будто Христос, о Котором проповедали пророки, является Сыном Божиим не по Существу, но по благодати, как Давид и Соломон. Если бы было так, то Кто дошел до Ветхого днями? Кому даны владычество, и слава, и царство? „И владычество Его, — сказано, — владычество вечное, которое не прейдет, и царство Его не разрушится“. Чьё владычество не прейдет, и чьё царство не разрушится? Давид, высший из царей, и мудрейший Соломон царствовали, после умерли, и владычество их закончилось, и царства их разрушились. И сколько царей ни правили под солнцем, владычества их закончились, и царства их разрушились. Один Господь наш Иисус Христос, Сын Божий — Предвечный, Он назвался Сыном Человеческим и Христом. Он с облаками небесными дошел до Ветхого днями, Ему даст Отец Его, Бог Вседержитель, владычество вечное, которое не прейдет, и царство, которое не разрушится».
И. Н. Богословский отмечал, что «в видении пророка Даниила древнехристианские художники находили для себя точку опоры для представления Бога Отца под образом старца, или Ветхого денми».
Известны византийские иконы середины XV века, на которых Бог Отец в образе Ветхого Денми написан рядом с сидящим справа Христом (ср. Деян. 7:55, 56) и со Святым Духом в образе голубя (иконографический тип «Сопрестолие»).
В русской иконописи под влиянием иконографии Софии Премудрости Божией в XVI веке изображение Ветхого денми получило нимб в виде пересекающихся синего и красного ромбов и стало образом Господа Саваофа. Московский собор 1554 года во главе со св. Макарием осудил дьяка Ивана Висковатого, который пытался обосновать недопустимость написания икон с образом Бога Отца. Изображение Бога Отца в виде старца было запрещено Большим Московским собором 1666—1667 годов, решения которого о запрещении старых русских церковных обрядов, однако, впоследствии были отменены и который противоречил сам себе, разрешая изображать «Отца в седине» в Апокалипсисе. В православной агиографии («Житие преподобного Евстафия», «Жития святых по изложению свт. Димитрия Ростовского, август, день 14») сохранились примеры идентификации Ветхого денми как Бога Отца.
 

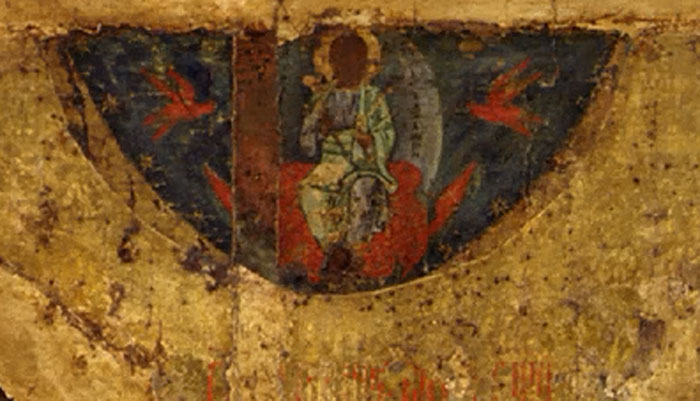
«Ветхий денми» (фрагмент иконы Устюжское Благовещение)

Уже после проведения собора Дмитрий Ростовский в «Повествовании о Святых Вселенских соборах и их правилах» писал: 
Таков ли Отец как изображается на иконах: старик и с бородой ? — Никоим образом; если и ум, присущий душе нашей, не может быть изображён, то тем более Бог, создавший нас, не может быть изображён красками в видимом образе; но так как Он является в таком виде пророкам и назван был ими „Ветхим денми“ (Дан.7:9), то Святая Церковь с общего согласия узаконила на святых Соборах изображать Его так, почитать и признавать в виде старца Ветхого денми, то есть предвечного и безначального, не имеющего ни начала, ни конца дней Своих.
В XIX веке в ходе споров о богословско-дидактических иконах возник спор и о возможности изображения Бога Отца. Возможность такого изображения отстаивали И. Н. Богословский и протоиерей С. Н. Булгаков, исходя из того, что раз человек сотворён по образу Божьему, то и Бог может быть изображён в антропоморфном виде. С богословско-дидактической точки зрения изображение Бога Отца на иконе является продолжением молитвы Богу Отцу св. Макария Великого. Важным в богословско-дидактическом отношении было изменение, произошедшее со временем в сюжете композиции «Отечество»: Голубь (символ Бога Святого Духа) стал не находиться в сфере в руках Спаса Эммануила (символ Бога Сына), а нисходить от Ветхого днями (символ Бога Отца), что подчёркивало различие в православной и католической версиях Символа Веры.
В русских иконописных школах начала XX века преподавали изображение на иконах новозаветной Троицы (так называемое «Отечество») «Господа Саваофа по указанию Слова Божия и явлениям Его некоторым избранникам ветхозаветным».
В учебнике «Закон Божий. Для народных школ и приготовительных классов средних учебных заведений» (СПб, 1916) митрофорный протоиерей А. П. Введенский писал: «Пресвятую Троицу мы изображаем так: Бога Отца — в виде старца. По правую сторону от Него — Сына Божия с крестом в руках, на котором Он совершил спасение мира».
Бог Отец в виде Ветхого днями изображён в композиции «Отечество» в барабане главного купола кафедрального храма Христа Спасителя в Москве.
7 мая 2008 года после молебна в Благовещенском соборе Московского Кремля по случаю вступления в должность президента РФ Дмитрия Медведева святейший патриарх московский и всея Руси Алексий II принял в дар от четы Дмитрия и Светланы Медведевых икону «Отечество», на которой Бог Отец изображается как Ветхий днями.
Отвечая на вопросы посетителей сайта «Ikonu.ру» в 2013 году, преподаватель канонического права протоиерей Аркадий (Маковецкий), заявил, что, по его мнению, «Бога Саваофа в виде „старца ветхого деньми“» изображать можно и что существуют подобные иконы, являющиеся чудотворными.
Отмечают, что Ветхий денми стал одним из трёх этапов эволюции изображения Бога Отца в христианском искусстве:

Способ изображения символический […] (рука в небе), аллегорический, когда от Отчего Образа, или Бога Сына, возносит нашу мысль к Первообразу, Богу Отцу, и наконец, способ изображения исторический, или прямой, когда представляют Его в образе старца или Ветхого денми.

## В искусстве Нового времени
- Великий архитектор (картина) — гравюра английского художника и поэта Уильяма Блейка